# Chiesa di San Giuseppe (Capanne)
La chiesa di San Giuseppe è un edificio religioso cattolico situato a Capanne, frazione del comune di Montopoli in Val d'Arno, in provincia di Pisa. È la sede della parrocchia di San Giuseppe, appartenente alla Diocesi di San Miniato.

## Storia
Nel XIX secolo, l’assenza di una chiesa nel paese di Capanne creava notevoli disagi e, per poter assistere alle celebrazioni religiose, gli abitanti erano costretti a recarsi presso la Pieve di Montopoli. Nel 1888, un abitante del paese ebbe un sogno rivelatore, in cui udì una voce che gli ordinava di radunare tutti gli abitanti e di proporre loro di costruire una chiesa. Nel sogno vide anche una schiera di angeli che volavano verso il luogo in cui oggi sorge l’edificio religioso. A tale sogno seguì la creazione di un comitato per la costruzione del luogo di culto, che iniziò le sue riunioni nel 1889. Il terreno sul quale fu edificata la chiesa fu donato dalla famiglia Guicciardini di Montopoli, allora proprietaria. Contribuirono alla costruzione dell'edificio tutti gli abitanti del paese, al tempo quasi esclusivamente mattonai e barrocciai . I primi, oltre a donare una parte di ciò che avevano guadagnato con il loro duro lavoro svolto in Italia settentrionale, costruirono anche una piccola fornace, dalla quale sfornavano i mattoni per la chiesa. I barrocciai, invece, ogni sera scaricavano nel terreno adiacente all'edificio tutto il materiale utile che erano riusciti a recuperare durante la giornata di lavoro. Le travi in legno per la costruzione del tetto furono concesse dal parco di San Rossore e furono portate a Capanne dagli stessi barrocciai. I lavori di edificazione della chiesa, intitolata a San Giuseppe, terminarono nel 1910; in seguito furono costruiti la canonica ed un piccolo campanile, oggi demolito. Nel 1932, sotto la reggenza di Don Omero Cecconi, la chiesa divenne Cappellania Curata autonoma, cioè indipendente dalla Chiesa Matrice di Montopoli. Nel 1942, il curato Don Giovanni Romboli ottenne il fonte battesimale. Nel 1957, il sacerdote Enzo Terreni fondò la Parrocchia ed ottenne il titolo di Priore. L'attuale campanile venne edificato tra il 1964 e il 1965. Negli anni Settanta fu installato l’organo a canne.

## Descrizione

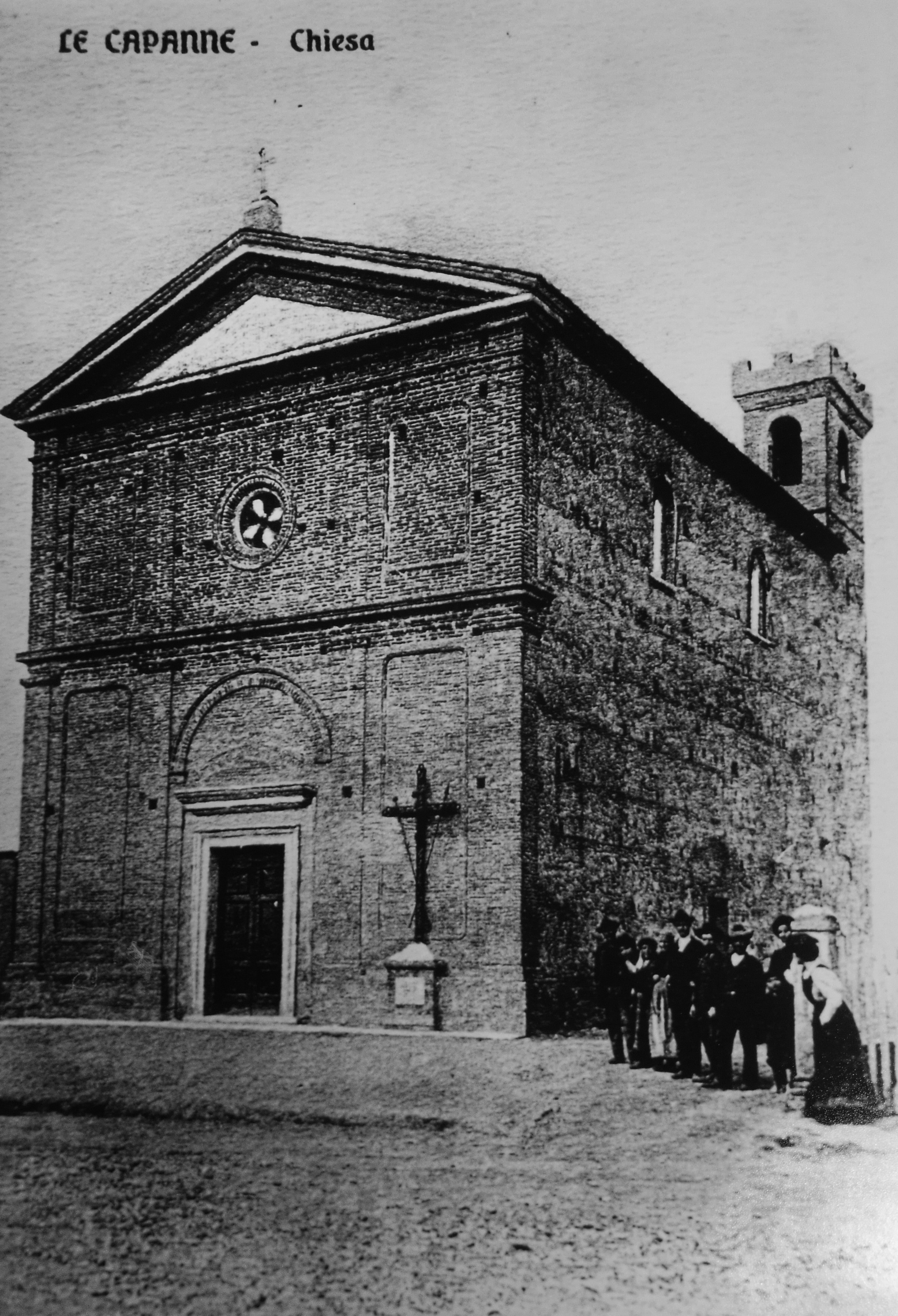
La chiesa di San Giuseppe in una foto d'epoca risalente agli anni Venti del Novecento.

La facciata della chiesa si presenta interamente realizzata in mattoni a faccia vista. Nella lunetta mosaicata che sovrasta il portone d’ingresso è raffigurato San Giuseppe con il bastone fiorito nella mano destra.
All'interno la chiesa presenta un’ampia navata centrale con copertura a capriate lignee, culminante in un’abside in cui spicca la pala d’altare raffigurante il Ritorno di Cristo. Nel presbiterio è collocato l’altare maggiore in marmo bianco, alle spalle del quale si trova il coro ligneo realizzato negli anni Novanta. 
Nel 1961 la chiesa fu oggetto di un importante restauro, durante il quale venne aggiunta la navata di sinistra, che, nel suo stato attuale, si conclude con un mosaico raffigurante due angeli in preghiera ai piedi di una riproduzione della venerata immagine della Madonna del Buon Viaggio, realizzata dall’artista Felice Colombo.

## Opere d'Arte

### Ritorno di Cristo
La pala d’altare, collocata nell’abside, fu dipinta da Felice Colombo e inaugurata nel 1974. Essa raffigura Gesù che ritorna su una terra che appare inaridita sotto i suoi passi: i capelli sono arruffati e bagnati proprio come se uscisse da una tempesta; nel volto dalla bellezza dolce e severa appare uno sguardo assorto e quasi crucciato: è Cristo giudice. Nell’opera, l’artista riesce a creare l’atmosfera tensionale di un nuovo evento, una specie di apocalisse (l’uomo Dio che ricompare tra gli uomini) in un addensarsi di nubi, in cui un opaco albore, rende ancora più fosco il fondale dove agisce la figura. Ma, in fondo, questa venuta è un farsi incontro di Dio, sul cammino dell’uomo. Il rimprovero del volto severo non è che un aspetto della Misericordia divina, l’uomo può ancora pensare di incontrare Cristo sulla sua stessa strada.

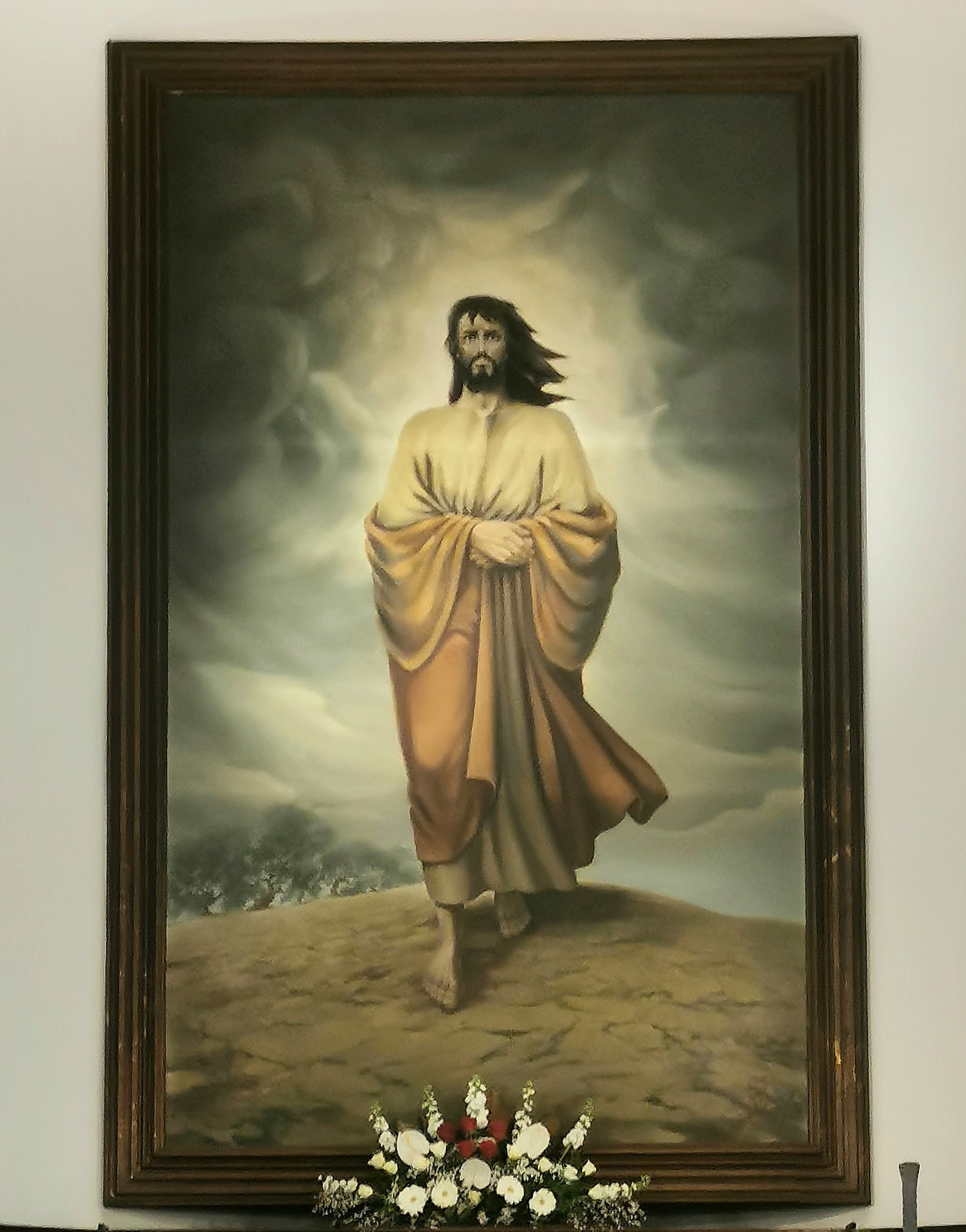
Il Ritorno di Cristo, Pala collocata dietro all'Altare Maggiore della chiesa.

### Cristo Innalzato
L’opera, realizzata dal pittore Giuseppe Lambertucci, di Santa Croce sull’Arno, venne inaugurata in occasione della festa della Madonna del Buon Viaggio, il 29 settembre 1975. Il quadro è ripartito in diverse zone, fuse nel raccordo dei colori, ma soprattutto dal racconto unitario del fatto.
Al centro si trova la figura Cristo, dal volto bellissimo, con uno sguardo che sembra donare il compianto, più che richiederlo. Il gruppo cui questo sguardo è rivolto è composto da persone che partecipano in vario modo dall’evento. Ci sono le pie donne, rese solenni dal dolore intenso e profondo che giunge a pietrificarne la figura. Gli indifferenti, i curiosi e i divertiti non mancano sul Golgota e sono qui rappresentati con fogge e costumi del nostro tempo. Anche gli uomini intenti a sollevare la croce appaiono come personaggi usciti dalla cronaca contemporanea. Due di loro si voltano indietro e per un momento allentano le corde. Alle loro spalle si erge un cavallo bianco senza redini che un uomo tenta di domare: rappresenta la natura nella pura istintualità, nel suo impulso libero e incontrollabile. L’impennata che anima tutto il quadro sta a significare la sua rivolta di fronte ad un dramma che non può fermare. In una zona molto importante, quella del cielo, cominciano ad addensarsi le tenebre dell’ora nona. Un flusso di sangue, dello stesso tessuto cromatico di quello che scorre dalle ferite, tinge di luce tragica questo cielo rendendo carica l’atmosfera in cui respirano le figure. 
Dopo alcuni recenti lavori di restauro che hanno interessato la chiesa, il quadro è stato temporaneamente rimosso ed è in attesa di esservi ricollocato.

### Via Crucis
Lungo la parete sinistra della navata laterale, così come lungo la parete destra della navata centrale, sono collocati i pannelli bronzei raffiguranti le 14 stazioni della Via Crucis, realizzati dall’artista Giovanni Aiello e inaugurati nel 1990. In questa originale interpretazione della salita di Cristo al Calvario, le scene risultano armonizzate in un movimento plastico e tutta l’opera risulta comunicativa dell’emozione religiosa che ha sostenuto l’artista nella sua creazione.

### Maria Regina dell'Umanità

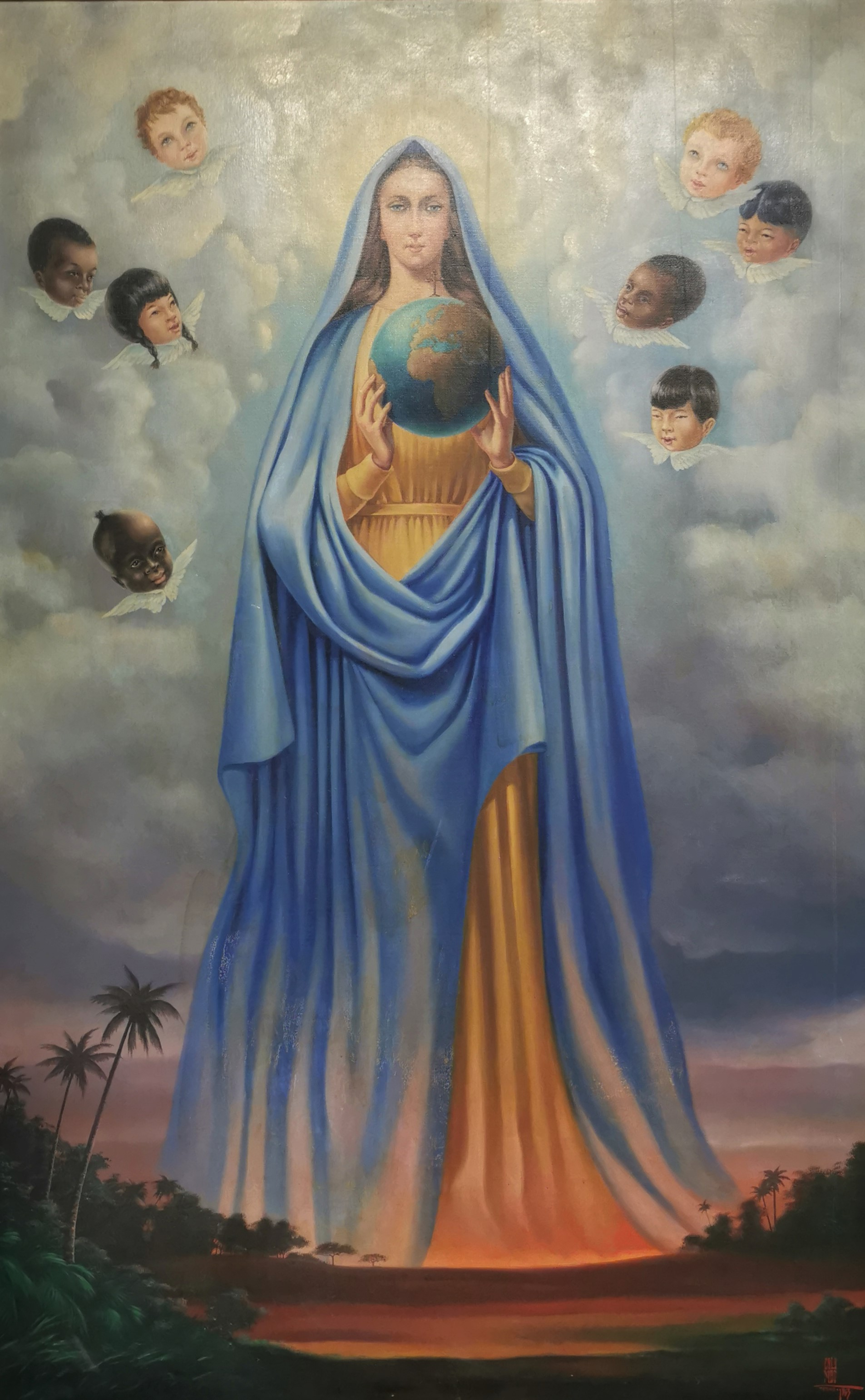
Maria, Regina dell'Umanità. Felice Colombo

La tela, dipinta dall’artista Felice Colombo, risale agli anni sessanta. Rappresenta la Vergine Maria che tiene in mano il Mondo, circondata da angeli di varie etnie. Lo sfondo sembra essere quello di un paesaggio Africano. Anche questo dipinto è in attesa di una nuova collocazione.